# Petrus Generanus
Petrus Generanus (um 1520 in Genner bei Aabenraa; † 17. April 1584) war ein deutsch-dänischer Pastor und Propst.

## Leben und Wirken
Petrus Generanus war ein Sohn von Paul Generanus, der im Wittenberger Matrikel als Petrus Pauli und Peter Paulsen verzeichnet ist. Er hatte einen Bruder namens Andreas Paulsen Genner († 25. Februar 1596 in Øster Løgum Sogn), der ebenfalls als Pastor wirkte. Der Nachname der Brüder geht auf ihren Geburtsort Genner zurück. Petrus Generanus behielt diesen, wie seine Nachkommen, konsequent bei.
Generanus besuchte zunächst die Trivialschule in Hadersleben und lernte von 1532 bis 1536 im Zisterzienserkloster Rüde bei Abt Hans Hildebrand. Danach studierte er zehn Jahre an der Universität Wittenberg. Dort promovierte er 1540 gemeinsam mit Niels Palladius und Georg Boëtius, der später als Hofprediger in  Hadersleben wirkte, zum Magister. Ein Jahr später publizierte er die erste lateinische Übersetzung der Schmalkaldischen Artikel, in deren Widmung er seinem Lehrer Hans Hildebrand dankte. Generanus Fassung ging nicht in die Symbolischen Bücher ein; obwohl seine Version allgemein als die bessere galt, musste sie der Übersetzung von Nikolaus Selnecker weichen.
Danach bemühten sich Christian III. und Hans der Ältere, die Generanus Studium großzügig gefördert hatten, ihn zur Rückkehr in seine Heimat zu bewegen. Generanus hatte jedoch Gefallen am Leben und Studium in Wittenberg gefunden und sich Wege erschlossen, anderweitig an Mittel zu kommen, die Philipp Melanchthon als „Neue Möncherei“ bezeichnete. Außerdem hoffte er, eine feste Stelle an der Universität zu finden. Sein Lehrer Johannes Bugenhagen zweifelte jedoch an der Eignung seines Schülers. Er lobte Generanus Fleiß, das gute Examen, den Lebenswandel und die Ordination, kam aber zu dem Schluss, dass er nur „zu einem Prediger dienet, nicht weiter“.
In Wittenberg heiratete Generanus vermutlich Gertrud Blume († 14. November 1596), wie er Christian III. Anfang 1545 wissen ließ. Das Ehepaar bekam den Sohn Johannes (* um 1560–1624) und die Tochter Catharina († 13. April 1604). Ein Jahr später kehrte er in seine Heimat zurück. Dabei schrieb er an Christian III., dass er Frau und Kinder habe.
In Hadersleben arbeitete Generanus seit 1546 als zweiter Hofprediger bei Hans dem Älteren. Da ihm die Bezahlung zu gering erschien, wechselte er 1548 als Pastor nach Apenrade. Hier wirkte er im Bereich Adolf I. ab 1552 als Propst. Aufgrund gesundheitlicher Probleme und einer nachlassenden Stimme halfen ihm ab 1561 zwei aufeinanderfolgende Kapellane. Ab 1583 bekam er die Unterstützung seines ihm anjugierten Sohnes Johannes.
Über Generanus Wirken in Apenrade wird nur lobend erwähnt, dass er sich insbesondere dafür einsetzte, das Schulwesen zu verbessern. Der Pastor und Propst starb 1584. Sein Sohn führte die Propstei ab 1585 weiter.

## Familie
Ob es sich bei der 1546 genannten Frau um Gertrud Blume handelte, ist unklar. Laut Johannes Bugenhagen habe Generanus „ehrlich gefreiet und sich befreundet [...] mit dem würdigen Herrn M. Fröschel, unser Kirchen Priester und Prediger, des Schwager er geworden ist“. P. Rhode schrieb dagegen, dass Gertrud Blume als Mutter von Johannes Generanus aus dem Wittenberger Geschlecht der Blumes stamme. Vergleiche dieser Angaben mit Informationen, die zu den ersten und zweiten Ehefrauen Sebastian Fröschels vorliegen, zeigen, dass diese Daten nicht übereinstimmen. Fröschel kann weder ein Bruder Gertrud Blumes noch mit ihr in erster oder zweiter Ehe verheiratet gewesen sein. 
Mitunter wird vermutet, dass Blume eine Tochter Fröschels gewesen sei, was jedoch auch nicht zutreffen kann. Vermutlich verwendete Bugenhagen das Wort „Schwager“ in einem anderen Sinne. Eine weitere Möglichkeit wäre, dass es sich bei Gertrud um die Witwe eines Bruders Sebastian Fröschels handelte. Sollte Generanus jedoch zwei Mal verheiratet gewesen sein, wäre Gertrud seine zweite Ehefrau gewesen.